# Дайніс Казакевич
Дайніс Казакевич (лат. Dainis Kazakevičs, нар. 30 березня 1981, Бауска, Латвійська РСР) — латвійський футбольний тренер, головний тренер національної збірної Латвії.

## Ігрова кар'єра
Дайніс Казакевич займався футболом в ДЮСШ Єлгави в різних вікових групах юнацького чемпіонату Латвії. 1995 рік Дайніс провів у клубі Першої ліги «Діалог». На професійному рівні Казакевич не грав.

## Тренерська діяльність
В тому ж 1995 році Дайніс Казакевич почав свою тренерську роботу в школі міста Єлгава.
У 2001 році він прийняв клуб Першої ліги «Віола», який пізніше трансформувався у новий клуб під назвою «Єлгава». Разом з новою командою Казакевич став переможцем Першої ліги та вивів команду до Вищої ліги. А наступного, 2010 року, виграв з командою Кубок Латвії.
У грудні 2012 року Казакевича було призначено на посаду спортивного директора Федерації футболу Латвії. З літа 2013 року працював з молодіжної збірної Латвії.
К січні 2020 року Дайніс Казакевич став головним тренером національної збірної Латвії.

## Досягнення
Єлгава
- Переможець Першої ліги: 2009

 Переможець Кубка Латвії: 2009/10